# 勒特佛霍

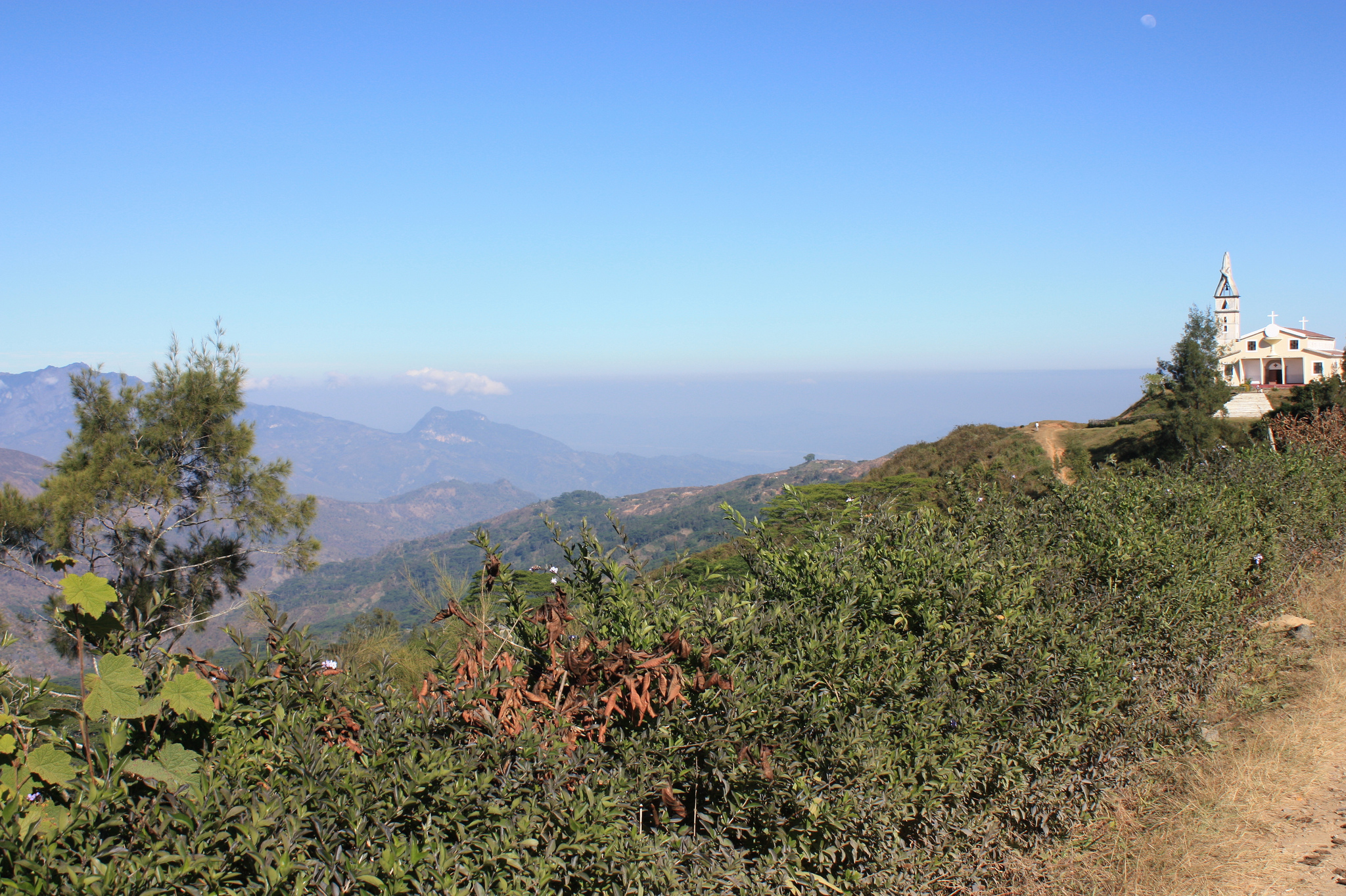
勒特佛霍

勒特佛霍（葡萄牙語：Posto Administrativo）是东帝汶埃尔梅拉区的一個地方。 根據2004年的人口普查=，該地人口为19,917人。由于該地的環境和海拔高度，勒特佛霍还以出产咖啡而闻名。